# Donja Obreška
Donja Obreška – wieś w Chorwacji, w żupanii zagrzebskiej, w gminie Kloštar Ivanić. W 2011 roku liczyła 130 mieszkańców.